# Rudolf Kraus (Schriftsteller)

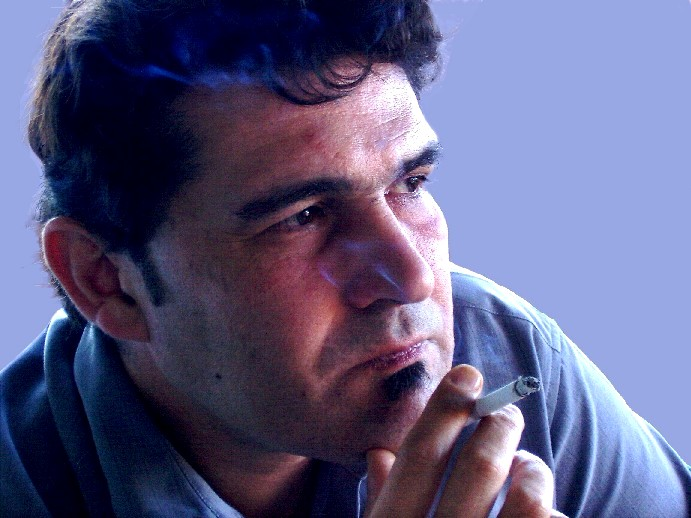
Rudolf Kraus (Schriftsteller)

Rudolf Kraus (* 25. September 1961 in Wiener Neustadt) ist ein österreichischer Schriftsteller, Lyriker und Bibliothekar.

## Leben
Kraus ist in Bad Fischau-Brunn (NÖ) aufgewachsen und lebt als Schriftsteller und Bibliothekar i. R. in Wien. Er schreibt Lyrik („sprachminiaturen“, Haiku, Senryu), Prosa, Essays, Literaturkritik (Rezensionen für „Bücherschau“ u. a. Medien) und Fachliteratur. Seit 1983 veröffentlicht er Beiträge in Zeitschriften, Zeitungen, Anthologien, im Rundfunk und Fernsehen.
Kraus ist Mitglied im Literaturkreis Podium, in der Grazer Autorinnen Autorenversammlung (GAV), im Österreichischen Schriftstellerverband und in der Vereinigung Österreichische Dialektautoren und Archive (Ö.D.A.).

## Auszeichnungen
- Anerkennungspreis beim Berner Lyrikpreis 2003 (Schweiz).
- Kraus erhielt gemeinsam mit Mehrzad Hamzelo die Übersetzungsprämie 2011 des BMUKK für „Neun Gärten der Liebe“.
- Arbeitsstipendium für Literatur in den Jahren 2013 (BMUKK) sowie 2014, 2015, 2016, 2017, 2018 (BKA) und 2020, 2021, 2022, 2023 und 2024 (BMKOES).

## Werke
- wort-bild. Texte von Rudolf L. Kraus. Bilder von Kurt Giovanni Schönthaler. Bad Fischau-Brunn, 1983. ISBN 3-900716-01-3
- Der Lykanthrop der Erinnerung. Prosaminiaturen, Kurzgeschichten und Essays. Aachen, 1995. ISBN 3-89514-044-9
- ich bin mein treuer killer. Sprachminiaturen. Wien, 1999. ISBN 3-85273-069-4
- die sinne verwildert. Verstreute Miniaturen aus 24 Jahren. Wien, 2000. ISBN 3-85273-084-8
- HOAMAT STRANGE HOMELAND. Heimatliche Stories und befremdliche Prosa. Wien, 2001. ISBN 3-85273-124-0
- die satanische ferse. Neue Sprachminiaturen, Wortbilder und Dreizeiler. Linz, 2003. ISBN 978-3-85285-108-2
- von eigenartigen helden und anderen seelendieben. Zusammengetragene Texte aus den verstreuten Anfängen 1975 – 1988. Wien, 2004. ISBN 3-85273-167-4
- aus der seele brennen. Neue Sprachminiaturen. Ma. Enzersdorf, 2005. ISBN 978-3-902300-21-8
- Literatur-Vade me cum. Ein literaturkritischer Streifzug durch die österreichische Literaturlandschaft von den 1990er Jahren bis heute. Maria Enzersdorf 2006, ISBN 978-3-902300-31-7.
- ich trage deinen duft in mir. Liebesgedichte. Leobersdorf, 2007.
- tausend schritte neben mir. Liebesgedichte und andere lyrische Miniaturen. Maria Enzersdorf: Edition Roesner, 2008. ISBN 978-3-902300-41-6
- Worte kennen kein Gefühl. Prosa & Sprachminiaturen. Gosau: Arovell-Verlag, 2010. ISBN 978-3-90254-702-6
- mein haiku schmeckt gut. Japanische Miniaturen. Mödling: Edition Roesner, 2011. ISBN 978-3-902300-59-1
- ein ende ist nicht abzusehen, Sprachminiaturen. Wien: Verlagshaus Hernals, 2013. ISBN 978-3-902744-80-7
- tausend tode könnt' ich sterben, sprachminiaturen über[leben] und [tod]. Wien: Verlagshaus Hernals, 2014. ISBN 978-3-902975-07-2
- gedankenspiel - lojë mendimesh. Gedichte/Poëzi. Deutsch/Albanisch. Ins Albanische übersetzt von Ferdinand Laholli. Shqipëroi: Laholli, 2014. ISBN 978-9928-117-18-2.
- warten auf beckett. sprachminiaturen. Wien: Verlagshaus Hernals, 2016. ISBN 978-3-902975-37-9
- alpha[ge]bet. sprachminiaturen. Wien: Verlagshaus Hernals, 2017. ISBN 978-3-902975-31-7
- lauter laute leisetreter. verskabarett und nonsensminiaturen. Wien: Verlagshaus Hernals, 2019. ISBN 978-3-902975-72-0
- die letzte frage der menschheit. siebzehnsilber. Wien: Verlagshaus Hernals, 2020. ISBN 978-3-902975-73-7
- Ausgewählte sprachminiaturen. Wien: Podium, 2021. ISBN 978-3-902886-65-1
- Knappe Titel. Ein Dialog in Lyrik und Prosa von Armin Baumgartner und Rudolf Kraus. Wien: Verlagshaus Hernals, 2021. ISBN 978-3-903442-03-0
- schuldgefühle allerorts. sprachminiaturen 1975-2022. ein lesebuch. Wien: Verlagshaus Hernals, 2022. ISBN 978-3-903442-33-7
- versvermessung. dreizeiler-siebzehnsilber-elfsilber-fünfsilber-silber. Wien: Verlagshaus Hernals, 2024. ISBN  978-3-903442-62-7
- wenn ich am morgen schon abends. gedichte. Mit Bildern von Kurt Giovanni Schönthaler. Wien: Verlagshaus Hernals, 2025. ISBN 978-3-903442-59-7

Herausgeberschaft
- Menschen und Bibliotheken. Kosmos einer Institution; Interdisziplinäres und Kontemplatives aus Literatur, Wissenschaft und Kunst. Ausgew. und hrsg. von Edith Waclavicek und Erich Schirhuber. Unter Mitwirkung von Heimo Gruber, Rudolf Kraus und Gunther Laher. Wien: Edition Atelier, 2007. ISBN 978-3-902498-12-0
- Neun Gärten der Liebe. Zeitgenössische persische Liebesgedichte. Hrsg. von Mehrzad Hamzelo, Rudolf Kraus und Gorji Marzban. Aus dem Persischen übersetzt von Mehrzad Hamzelo. Deutsche Nachdichtung von Rudolf Kraus. Mödling: Edition Roesner, 2011. ISBN 978-3-902300-61-4